# Smart Lander for Investigating Moon
Smart Lander for Investigating Moon (SLIM) är en månlandare som utvecklas av Japan Aerospace Exploration Agency (JAXA). Landaren kommer att demonstrera precisionslandningsteknik. År 2017 var landaren planerad för uppskjutning 2021, men detta har därefter försenats till 2023 på grund av förseningar i SLIM:s samåkningsuppdrag, X-Ray Imaging and Spectroscopy Mission (XRISM).
Månlandaren sköts i september 2023 upp från Tanegashima med en rymdfarkost av typen H2A. Den 20 januari 2024 landade SLIM på månens yta. Den hade i början energiproblem som ordnade sig efter 8 dagar. Landaren har en höjd av 2,4 meter. Landningsplatsen ligger vid kratern Shioli.